# Lazarski takson
Lazarski takson je izraz iz paleontologije in označuje takson, ki se pojavlja v več nepovezanih obdobjih zemeljske geološke zgodovine. Na videz je takson v nekem trenutku izumrl, nato pa se ponovno pojavil kasneje. Izraz izhaja iz biblijske zgodbe o Lazarju, ki naj bi ga Jezus čudežno obudil od mrtvih.
Gre za napako pri vzorčenju ali interpretaciji podatkov iz arheoloških izkopavanj. Fosilne najdbe predstavnikov posameznega taksona so nepopolne, zato lahko vsebujejo luknje, ki jih ni povzročilo izumrtje. Lahko je število predstavnikov taksona močno upadlo in kasneje spet naraslo, ali je takson izumrl samo lokalno in se kasneje na določenem območju spet pojavil. Če kasnejše fosilne najdbe potrdijo prisotnost taksona tudi v vmesnem obdobju, ga ne označujemo več za lazarski takson. V primerih, ko je takson dejansko izumrl in ga je nadomestil drug z zelo podobnim izgledom, označujemo drugega za takson Elvis.
Primer za lazarski takson je red Coelacanthiformes, nabolj znan predstavnik katerega je latimerija. Red je veljal za izumrlega od konca krede, dokler niso ribiči leta 1938 ob obali Južnoafriške republike ujeli živega primerka latimerije.
V zadnjem času se izraz »lazarski takson« oz. »lazarska vrsta« uveljavlja tudi v neontologiji in označuje vrsto, ki so jo ponovno odkrili po tistem, ko je več let veljala za izumrlo. Vendar taka vrsta ni lazarski takson v klasičnem pomenu izraza, ki se nanaša na mnogo daljša časovna obdobja.